# TLP Tenerife
TLP Tenerife es el mayor evento de tecnología y nuevas tendencias de Canarias. Se celebra anualmente en Santa Cruz de Tenerife, en el Centro Internacional de Ferias y Congresos de Tenerife, y reúne a decenas de miles de personas interesadas en ámbitos como la innovación tecnológica, los videojuegos, el K-pop, el cosplay, los juegos de mesa, los Esports, los juegos de rol, el manga, el cómic, el anime y la cultura otaku. El evento se organiza en diversos espacios temáticos adaptados a cada una de estas áreas, ofreciendo actividades, torneos, exhibiciones y experiencias inmersivas.
Este evento se divide en cuatro secciones que se realizan de forma simultánea: TLP Lan Party, TLP Summer-con, TLP Innova y TLP Esports. Cada zona tiene su propia personalidad y público al que va dirigido. En cuanto a horarios, la zona TLP Lan Party se desarrolla las 24 horas durante todo el evento, mientras que el resto de zonas funcionan como una feria normal con horario de apertura y cierre cada día. TLP Summer-con, la zona más multitudinaria es en la que se puede encontrar el contenido de nuevas tendencias que cambia cada año en base a la demanda de los asistentes. TLP Innova es la zona formativa y profesional. Y por último, en TLP Esports se desarrollan las competiciones de videojuegos donde se puede competir en varios videojuegos o presenciar encuentros entre profesionales de esports.
Algunas competiciones que se han realizado son varias finales de las competiciones de ESL España, parte de LCS Europa, de League of Legends de la mano de Riot Games y varias paradas del Circuito Tormenta, la principal competición amateur a nivel nacional, también de Riot Games, incluyendo la que se realizará en la edición 2022 del 1 al 3 de julio, también se ha realizado la mayor competición Europea universitaria de esport, la University Esports Masters.
En Summer-con junto a todo el contenido de nuevas tendencias, se pueden encontrar las principales tiendas relacionadas con el mundo del cómic, manga, merchandising, etc.
También Summer-con cuenta con invitados del mundo del cómic internacional, dibujantes de Marvel y DC, etc. entre los que destacan Brian K. Vaughan, Marcos Martín, Salvador Larroca, David López, Luis Royo, Yuji Shiozaki, Ana Oncina, Marc Bernabé, Albert Monteys, etc
En cuanto a influencers, youtubers y streamers, TLP también ha contado con la presencia de Mangel y Sr. Cheeto, Quantum Fracture, Keunam, Hermoti, xBuyer, Folagor, ByViruzz, ByTarifa, Mayichi, Spursito, Loulogio, Outconsumer, CooLifeGame, KNekro, entre otros
El evento no se realizó en el año 2020 ni en 2021, pero en marzo de 2022, durante el evento TecnoCon Worten, que se enmarca dentro de Tecnológica Santa Cruz 2022 se anunció la vuelta de: TLP Tenerife y en las fechas que se iba a realizar: entre el 1 y el 3 de julio de 2022. 

## Ediciones
- TLP 2006-2007[13]
  - Localidad: El Rosario, Canarias, España.
  - Ubicación: Pabellón de Deportes El Chorillo
- Tenerife Lan Party 2008 - 2014 
  - Localidad: Santa Cruz de Tenerife, Canarias, España.
  - Ubicación: Centro Internacional de Ferias y Congresos de Tenerife.
- TLP Tenerife 2015[2]
  - Localidad: Santa Cruz de Tenerife, Canarias, España.
  - Ubicación: Centro Internacional de Ferias y Congresos de Tenerife.
  - Fecha: Del 14 al 19 de julio de 2015.
  - Puestos: 2000 participantes.
  - Visitantes: más de 40 000 personas.
- TLP Tenerife 2016[3]
  - Localidad: Santa Cruz de Tenerife, Canarias, España.
  - Ubicación: Centro Internacional de Ferias y Congresos de Tenerife.
  - Fecha: Del 12 al 17 de julio de 2016.
  - Puestos: 2000 participantes.
  - Visitantes: 50 000 personas.
- TLP Tenerife 2017[14]
  - Localidad: Santa Cruz de Tenerife, Canarias, España.
  - Ubicación: Centro Internacional de Ferias y Congresos de Tenerife.
  - Fecha: Del 18 al 23 de julio de 2017.
  - Puestos: 2.000 participantes.
  - Visitantes: 56 000 personas.
- TLP Tenerife 2018[15]
  - Localidad: Santa Cruz de Tenerife, Canarias, España.
  - Ubicación: Centro Internacional de Ferias y Congresos de Tenerife.
  - Fecha: Del 17 al 22 de julio de 2018.
  - Puestos: 2100 participantes.
  - Visitantes: más de 56 000 personas.
- TLP Tenerife Winter 2018[16]
  - Localidad: Costa Adeje, Canarias, España.
  - Ubicación: Magma Arte & Congresos.
  - Fecha: Del 6 al 9 de diciembre de 2018.
  - Puestos: 450 participantes.
  - Visitantes: más de 16 000 personas.
- TLP Tenerife 2019
  - Localidad: Santa Cruz de Tenerife, Canarias, España.
  - Ubicación: Centro Internacional de Ferias y Congresos de Tenerife.
- TLP Tenerife 2022
  - Localidad: Santa Cruz de Tenerife, Canarias, España.
  - Ubicación: Centro Internacional de Ferias y Congresos de Tenerife.
  - Fecha: Del 1 al 3 de julio de 2022.
- TLP Tenerife 2024
  - Localidad: Santa Cruz de Tenerife, Canarias, España.
  - Ubicación: Centro Internacional de Ferias y Congresos de Tenerife.
  - Fecha: Del 2 al 8 de septiembre de 2024.